# La Vie sexuelle dans les prisons de femmes
Pour plus de détails, voir Fiche technique et Distribution.
La Vie sexuelle dans les prisons de femmes (Diario segreto da un carcere femminile) est un film italien réalisé par Rino Di Silvestro et sorti en 1973.
C'est le premier long-métrage de son réalisateur Rino Di Silvestro et également le premier film italien du women in prison, un sous-genre du cinéma de sexploitation se déroulant en prison.

## Fiche technique
Sauf indication contraire, les informations mentionnées dans cette section peuvent être confirmées par la base de données cinématographiques IMDb,  présente dans la section « Liens externes ».
- Titre original : Diario segreto da un carcere femminile[2]
- Titre français : La Vie sexuelle dans les prisons de femmes ou La Vie sexuelle dans une prison de femmes ou La Sexualité dans les prisons de femmes ou Le Journal secret d'une prison de femmes ou Condamnées à l'enfer (titre de la vidéocassette)[3]
- Réalisateur : Rino Di Silvestro
- Scénario : Rino Di Silvestro, Angelo Sangermano
- Photographie : Fausto Rossi (it)
- Montage : Angelo Curi
- Effets spéciaux : Celeste Battistelli
- Décors : Piervittorio Marchi
- Costumes : Piervittorio Marchi
- Trucages : Michele Trimarchi
- Musique : Franco Bixio
- Producteurs : Giuliano Anellucci, Terry Levene
- Société de production : Angry Film, Aquarius Film, Overseas Film Company
- Pays de production :  Italie[3]
- Langue de tournage : italien
- Format : Couleur par Eastmancolor - 1,85:1 - Son mono - 35 mm
- Durée : 95 minutes (1h35)[2]
- Genre : Érotique[3]
- Dates de sortie :
  - Italie : 5 juillet 1973
  - France : 18 septembre 1974[3]
- Classification :
  - Italie : Interdit aux moins de 18 ans[2]

## Distribution
- Anita Strindberg : Vera Musumeci
- Eva Czemerys : MammaSantissima
- Olga Bisera : Gerda, la chef gardienne
- Jenny Tamburi : Daniela Vinci
- Valeria Fabrizi : La prisonnière venant de Rome
- Cristina Gajoni : Luisa Sanfelice
- Maria Pia Luzi (sous le nom de « Jane Avril ») : Gisa
- Paola Senatore : La maîtresse de MammaSantissima
- Gabriella Giorgelli : La prisonnière venant de Bologne
- Bedy Moratti : La pyromane
- Umberto Raho : L'avocat de Daniela
- Massimo Serato : Le directeur de la prison
- Roger Browne : L'inspecteur Weil
- Annie Karol Edel
- Franco Fantasia : L'inspecteur en chef de la police
- Carlo Gentili : Le commissaire de police
- Giulio Maculani : Carmelo Musumeci
- Elisa Mainardi : Une gardienne
- Giuseppe Mattei (sous le nom de « Pino Mattei »)
- Valeria Mongardini : Une prisonnière
- Gianni Pesola
- Ada Pometti : Une prisonnière
- Paolo Sceusan
- Rosita Torosh : La prisonnière venant de Milan
- Alba Maiolini (non créditée) : La vieille prisonnière
- Pietro Torrisi (non crédité)
- Claudio Ruffini (non crédité)